# 黄斑纯蛛
黄斑纯蛛（学名：Castianeira flavimaculata）为圆颚蛛科纯蛛属的动物。在中国大陆，分布于湖北、浙江、湖南、广东、四川等地，多见于茶园以及农田。该物种的模式产地在湖北、浙江、湖南、广东。